# 2020年東京パラリンピックのフェロー諸島選手団
2020年東京パラリンピックのフェロー諸島選手団は、2021年8月24日から9月5日まで日本の東京で開催された2020年東京パラリンピックフェロー諸島選手団の名簿。

## 選手団
- 人員: 選手 1人
- 開会式旗手: ハーヴァード・ヴァートゥンハマル

## 種目別選手・スタッフ名簿及び成績

### 陸上
| 選手                             | 種目             | 結果             | 順位 |
| -------------------------------- | ---------------- | ---------------- | ---- |
| ハーヴァード・ヴァートゥンハマル | 男子マラソン T46 | 2時間58分27秒 PB | 10位 |